# Weinbergweg 75 (Quedlinburg)

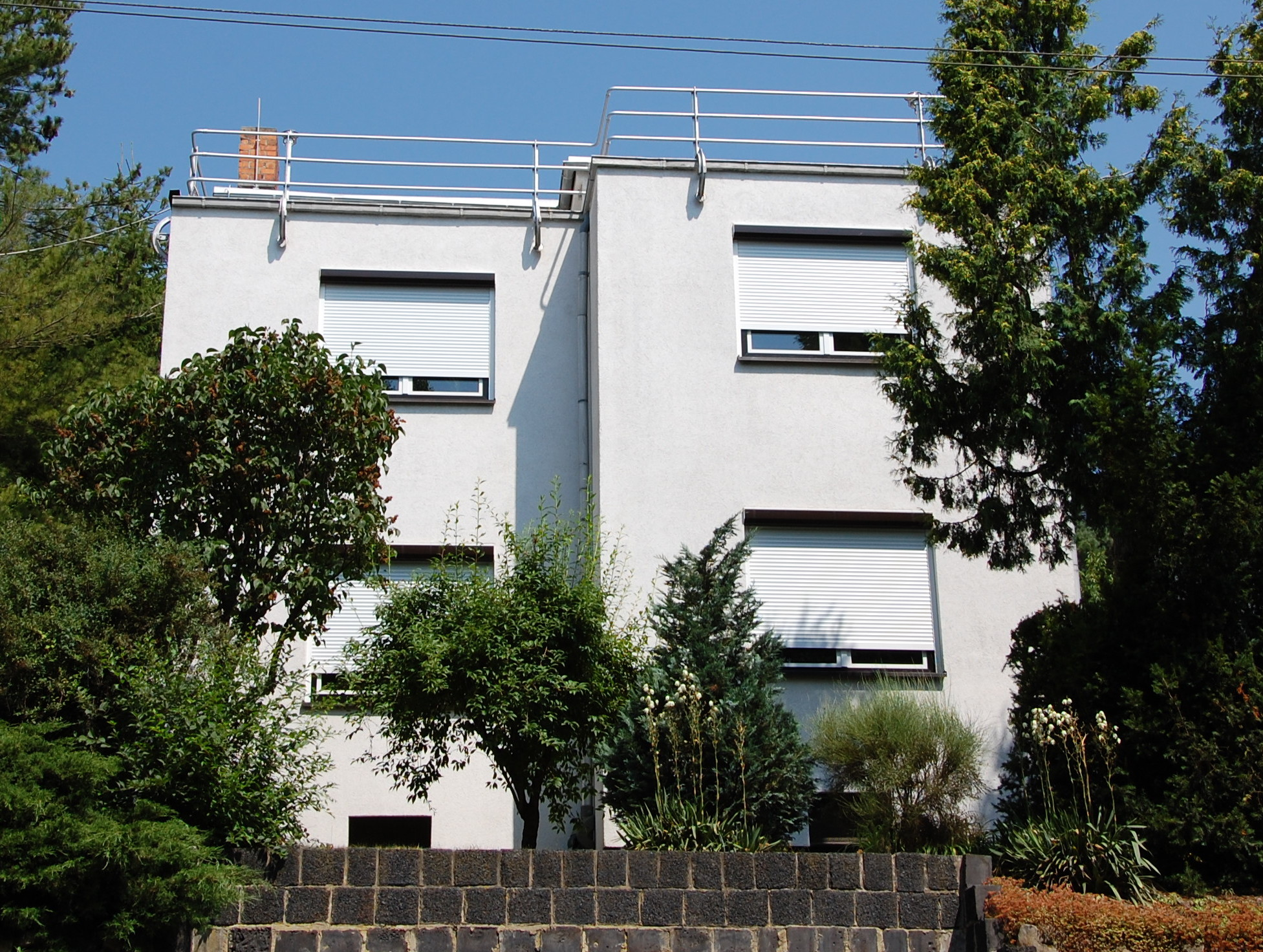
Haus Weinbergweg 75

Das Haus Weinbergweg 75 ist ein denkmalgeschütztes Gebäude in der Stadt Quedlinburg in Sachsen-Anhalt.

## Lage
Das Gebäude befindet sich nordwestlich der historischen Quedlinburger Altstadt in einer Hanglage oberhalb der Straße Weinberg. Im Quedlinburger Denkmalverzeichnis ist es als Siedlungshaus eingetragen.

## Architektur und Geschichte
Das schmucklose Wohnhaus entstand in der Zeit um 1930 in moderner Architektursprache und ist das einzige Gebäude dieser Art in der Straße. Es ist geprägt von klaren Linien und verschiedenen, sich durchdringenden Kuben. Bedeckt ist das Gebäude von einem gestuften Flachdach, das zum Teil als Terrasse genutzt wird.